# Missionsärztliche Schwestern

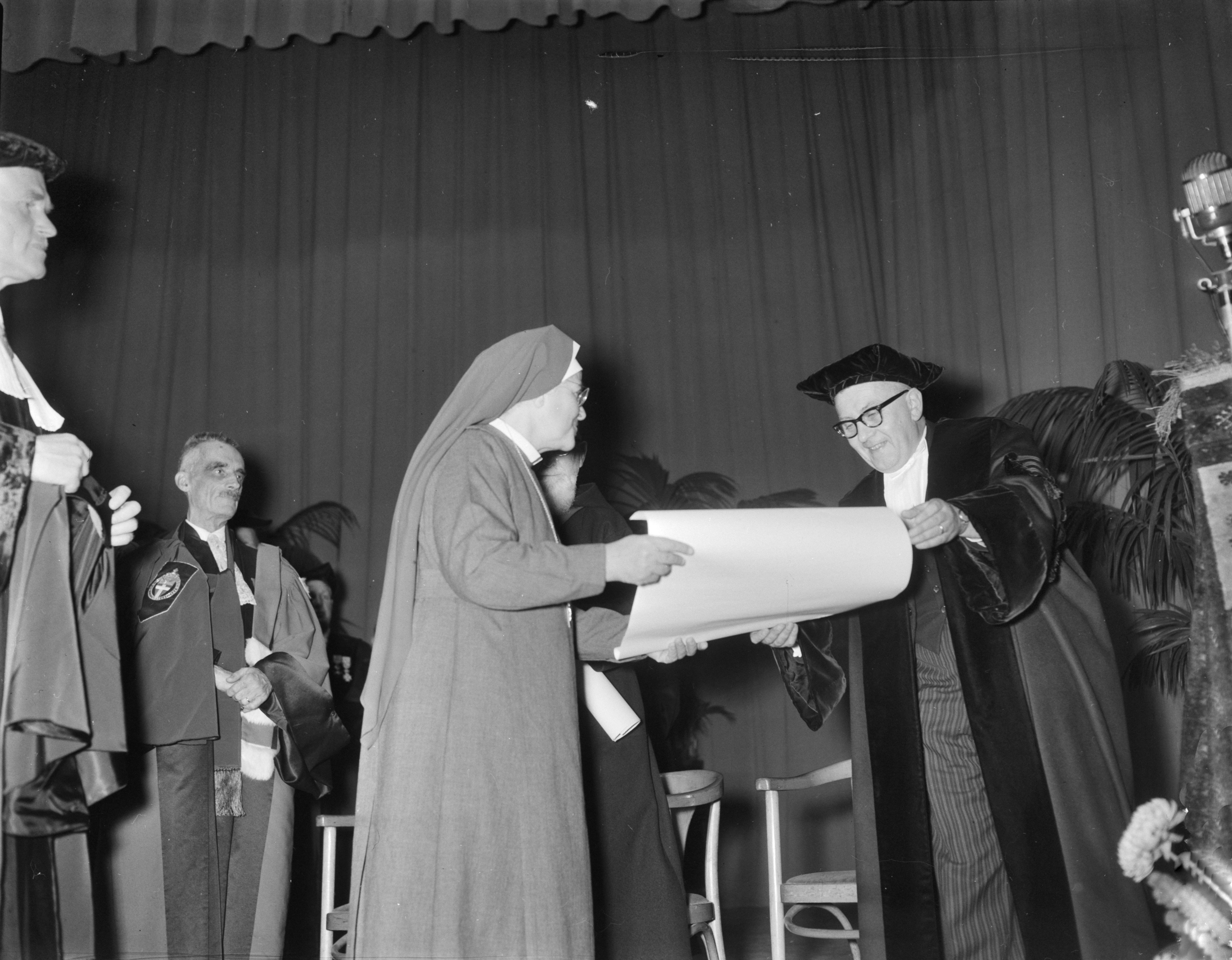
Anna Dengel erhält die Ehrendoktorwürde der Universität Nijmegen, 1958

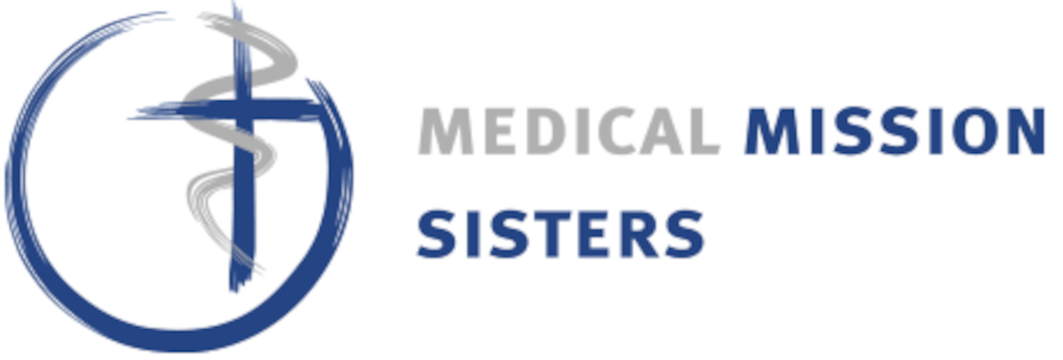
Englischsprachiges Logo der Medical Mission Sisters

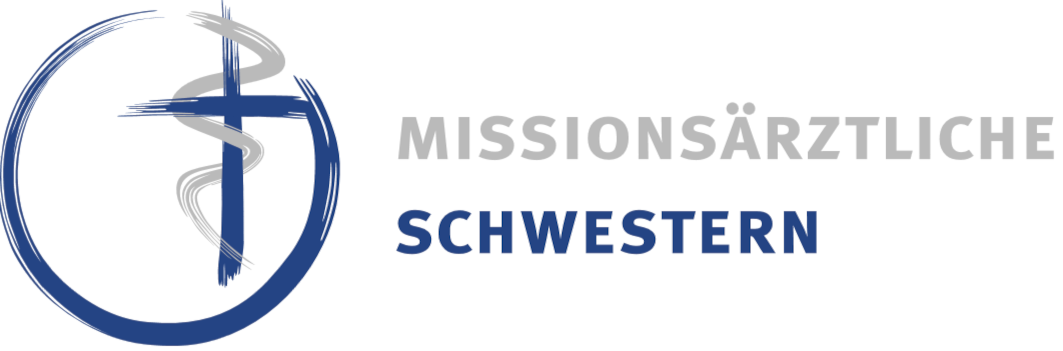
Deutschsprachiges Logo der Missionsärztlichen Schwestern

Die Missionsärztlichen Schwestern (engl.: Medical Mission Sisters (MMS)) sind eine Ordensgemeinschaft von Frauen in der römisch-katholischen Kirche, die im Jahr 1925 von Anna Dengel gegründet wurde. Sie sind Missionsschwestern, die sich dafür einsetzen, den Armen der Welt einen besseren Zugang zur medizinischen Versorgung zu ermöglichen. Früher waren sie im englischsprachigen Raum offiziell als „Society of the Catholic Medical Missionaries“ (SCMM) bekannt.

## Geschichte
Die Gemeinschaft entstand aus den Erfahrungen von Anna Dengel, einer gebürtigen Österreicherin. Dengel hatte mehrere Jahre als medizinische Missionarin bei den Armen im damaligen Nord-Indien und heutigen Pakistan gearbeitet. Sie erlebte aus erster Hand die Krankheit und den Tod moslemischer Frauen und Kinder, die durch ihre Bräuche von der medizinischen Versorgung durch männliche Ärzte ausgeschlossen waren.
Nach monatelangen Reisen, während deren sie Vorträge über die Zustände in Indien hielt, und bei Gesprächen mit vielen Mitgliedern des Klerus kam Dengel zu der Überzeugung, dass nur eine Gruppe von Ordensschwestern, die professionell als Ärzte ausgebildet waren, diese Frauen erreichen konnten. Ansonsten waren diese durch kulturelle und religiöse Traditionen von einer angemessenen medizinischen Versorgung abgeschnitten. Ein solches Vorhaben widersprach jedoch dem damaligen Kirchenrecht, das Mitgliedern religiöser Einrichtungen die Ausübung der Heilkunde untersagte.
Dennoch entwarf sie eine Satzung für die Art Gemeinschaft, die ihr vorschwebte. Sie schrieb, dass die Mitglieder „für Gott leben sollten ... sich aus Liebe zu Gott dem Dienst an den Kranken widmen und ... nach den Kenntnissen und Maßstäben der Zeit richtig ausgebildet werden sollten, um die Medizin in ihrem vollen Umfang zu praktizieren, der die Schwestern ihr Leben widmen sollten.“
Anna Dengel zog in die USA, begann mit der Beschaffung von Geldmitteln und sorgte für Aufmerksamkeit für ihre Idee. Sie sah dies nicht nur als ein Werk der Nächstenliebe, sondern auch als eines der Gerechtigkeit. Am 12. Juni 1925 wurde von der römisch-katholischen Kirche die Erlaubnis erteilt, die neue Gemeinschaft zu gründen, und am 30. September 1925 kamen die „Ersten Vier“ – Anna Maria Dengel aus Österreich, Johanna Lyons aus Chicago, Mary Evelyn Flieger RN (Religieuses de Nazareth), ursprünglich aus Großbritannien, und Agnes Marie Ulbrich RN, aus Luxemburg, Iowa – in Washington, D.C., Vereinigte Staaten zusammen, ihren eigenen medizinisch orientierten Orden, die Society of Catholic Medical Missionaries (SCMM) zu gründen.
Im Jahr 1927 eröffneten sie das Holy Family Hospital in Rawalpindi in Indien. Die Gemeinschaft wuchs rasch und die Missionsärztlichen Schwestern dehnten ihren Wirkungskreis von Rawalpindi über ganz Indien aus. In der Krankenschwesternschule von Patna war die spätere Mutter Teresa eine Schülerin der Missionsärztlichen Schwestern.
Die erste Ordenszentrale befand sich bis in die 1930er Jahre in Washington, D.C., bis die Schwestern von Kardinal Denis Joseph Dougherty nach Philadelphia, Pennsylvania eingeladen wurden. Der Hauptsitz der Gemeinschaft in Nordamerika wurde 1964 in Philadelphia eingerichtet.
Das Ordensgeneralat wurde 1958 von den USA nach Rom verlegt. 1967 übergibt Anna Dengel die Leitung des Ordens an ihre Nachfolgerin Jane Gates. Das internationale Hauptquartier befindet sich seit 1983 in London, Großbritannien.
Die „Ersten Vier“ konnten keine offiziellen Ordensgelübde ablegen, weil die römisch-katholische Kirche die Arbeit von Schwestern im medizinischen Bereich noch nicht zugelassen hatte. Trotzdem lebten sie als Schwestern, die eine Profess abgelegt hatten. Die katholische Kirche änderte mit einer päpstlichen Instruktion 1936 das Kirchenrecht und genehmigte der zahlenmäßig gewachsenen Gemeinschaft der Schwestern den vollen medizinischen Dienst. Die Missionsärztlichen Schwestern legten daraufhin ihre öffentlichen kanonischen Gelübde ab und begannen weltweit Gemeinschaften zu gründen.
Nach dem Zweiten Weltkrieg breitete sich der Orden weiter in Indien und Indonesien und auf den Philippinen, später in Afrika und zuletzt auch in Südamerika weiter aus. Ausbildungshäuser entstanden in England, Holland und Deutschland.
In Deutschland nahmen holländische Schwestern nach dem Zweiten Weltkrieg die Tätigkeit in einem Kinderheim auf. In Essen wurde 1962 ein Missionshaus eröffnet. Dieses wurde 1994 zugunsten kleinerer Kommunitäten in verschiedenen Großstädten aufgegeben. 2021 lebten und arbeiteten die Missionsärztlichen Schwestern in Berlin, Bottrop, Duisburg, Essen und Frankfurt am Main.
Zusätzlich zu den kanonischen Mitgliedern, die Lebensgelübde der Armut, Keuschheit und des Gehorsams ablegen, gibt es seit etwa 1960 assoziierte Mitglieder. Diese Frauen und Männer teilen die Mission der heilenden Gegenwart und verpflichten sich, sie in ihren individuellen Dienstbereichen und Lebensweisen zielgerichtet zu leben.
Im Jahr 1967 leitete ein Reform-Generalkapitel eine weitgehende innere und äußere Neuausrichtung ein. Diese betraf insbesondere Fragen der Schwestern bezüglich der Nachhaltigkeit ihrer medizinischen Arbeit. Das Zweite Vatikanische Konzil brachte eine neue Sichtweise, die die kirchliche Mission als Weggemeinschaft im Dialog mit allen Völkern und deren Kulturen ansah. Die Befreiungstheologie betrachtete als zentralen Punkt nicht nur die Situation der Armen, sondern auch die Frage nach Gerechtigkeit. Neue Ansätze in Medizin und Sozialwissenschaften betonten die Bedeutung von Prävention, struktureller Ursachenforschung und Teilhabe der Menschen.

## Wichtige Zielsetzungen
Der Fokus in der Mission hat sich bis ins 21. Jahrhundert von der kurativen zur präventiven, fördernden, gemeinschaftsbasierten und ganzheitlichen Gesundheitsversorgung gewandelt. Der Orden setzt sich für die Gesundheit unserer Erde als Quelle allen Lebens ein und arbeitet an einer gerechten Aufteilung der begrenzten Ressourcen. Wichtige Arbeitsfelder sind die Probleme der weit verbreiteten Armut, des Hungers und der Unterernährung, der Arbeitslosigkeit, des Analphabetismus, der unzureichenden Wohnverhältnisse und der unsicheren Wasserversorgung. Von den Anfängen bis heute umfasst das Selbstverständnis und die Mission der Missionsärztlichen Schwestern zwei zentrale Merkmale. Wichtig sind insbesondere eine weltweite Orientierung und eine besondere Aufmerksamkeit für die Nöte von Frauen in aller Welt. Der Heilungsauftrags entwickelte sich von westlich orientiertem, kurativem „missionsärztlichen“ Tun hin zu einem ganzheitlichen Verständnis von Gesundheit, Krankheit und Heilung, das auch psychische, kulturelle, sozial-strukturelle, spirituelle und ökologische Aspekte berücksichtigt. Wichtig ist heute auch die Qualität der Beziehung zu den Menschen, eine tiefere Inkulturation und auch zur Einbeziehung pastoral-spiritueller Begleitung führte.
Mitglieder der Missionsschwestern arbeiten als Krankenschwestern, Ärztinnen, Lehrerinnen, Hebammen, Anwältinnen, Seelsorgerinnen, Liturginnen, in der Organisation der Gemeinschaft, als Kräuterkundige und Durchführende der ganzheitlichen Gesundheit.

## Musik
1964 begannen die Schwestern, wie es Die Singende Nonne (Sœur Sourire) Jeanne Deckers ein Jahr zuvor getan hatte, ihre eigene hausgemachte Marke Folkmusik mit spirituellen Themen zu singen. Diese dienten als Hilfsmittel medizinische Gesundheit und Wohlbefinden, wozu sie sich bekannten, darzustellen.
1965 komponierte eine der produktivsten dieser Komponistinnen, Schwester Miriam Therese Winter MMS, das Lied Joy is Like the Rain, das zum Grammy-gekrönten Welthit werden sollte. Die Resonanz auf das Lied war so stark, dass weitere Lieder geschrieben wurden und Anfang 1966 eine achtstündige Marathon-Aufnahmesession in Philadelphia in Auftrag gegeben wurde, bei der dieses Lied zusammen mit Dutzenden anderen aufgenommen wurde, die in den ersten fünf Musik-Alben enthalten waren.

## Anfänge der internationalen Krankenhäuser
1965 besuchte Mutter Anna auf Bitten der äthiopisch-katholischen Erzdiözese Addis Abeba Äthiopien, um die Möglichkeiten für die Gründung eines Krankenhauses zu untersuchen. Zwei Missionsärztliche Schwestern kamen 1967 in Äthiopien an, um den Grundstein für diese Mission zu legen. Einige weitere Schwestern kamen 1969 hinzu und die Arbeit konnte beginnen. Im Jahr 2008 gab es ein Dutzend Schwestern, die dort arbeiteten. Diese stammten sowohl aus dem Ausland als auch aus Äthiopien. 1967 betrieben die Missionsärztlichen Schwestern bereits 37 medizinische Einrichtungen: 9 in Indien, 4 in Pakistan, 4 in Indonesien, 10 in 7 Ländern Afrikas, 3 in Venezuela und je eines in Burma, Vietnam und den Philippinen.
Im Jahr

## Aktuelle Situation
2021 gab es etwa 500 Schwestern in der Gemeinschaft, die in 17 Staaten auf der ganzen Welt arbeiten. Außerdem gab es etwa 100 Frauen und Männer, die assoziierte Mitglieder waren. Meist leben die Schwestern in kleinen Gemeinschaften mitten unter den anderen Menschen.
Die vier ersten Schwestern der Kongregation stammten aus drei verschiedenen Ländern. Im Einklang mit diesem Erbe der Internationalität der „Ersten Vier“ kommen die Schwestern der Kongregation heute aus 24 Nationen. In Afrika sind dies Äthiopien, Ghana, Kenia, Malawi, Nigeria und Uganda; in Asien Indien, Indonesien, Japan, Pakistan und die Philippinen, in Europa Belgien, England, Deutschland, Irland, Italien, die Niederlande, Österreich und die Schweiz und in Süd- und Nordamerika Kanada, Kolumbien, Peru, Venezuela und die Vereinigten Staaten. Die Schwestern arbeiten in vielfältiger Weise, unter anderem in den Gebieten der Gesundheitsfürsorge und Erziehung, mit Ganzheitlichkeits- und Wellness-Programmen, in der Entwicklung von Frauen, durch Arbeit für Gerechtigkeit, durch Anbetung und Spiritualität sowie Musik und Gesang. Sie haben auch 80 assoziierte Frauen und Männer aus vielen Nationen, die ihre Werte teilen und sich verpflichtet haben, die Werte der Gemeinschaft zu leben, die darin besteht, „eine heilende Präsenz im Herzen einer verwundeten Welt zu sein.“
Die Missionsärztlichen Schwestern haben eine Vertreterin bei den Vereinten Nationen (engl.: United Nations Organization (UNO)) in New York City, Vereinigte Staaten. Dort sind sie eine gemeinnützige Organisation mit besonderem beratenden Status. Sie sind als Nichtregierungsorganisation (NGO) akkreditiert bei dem UNO-Hauptabteilung für Globale Kommunikation (engl.: United Nations Department of Global Communications (UNDGC)), der ehemaligen Hauptabteilung Presse und Information (engl.: UN Department of Public Information (UNDPI)) und der Klimarahmenkonvention der Vereinten Nationen (engl.: United Nations Framework Convention on Climate Change (UNFCCC)).
Beispiele für die große Breite der Dienste, die die Schwestern in verschiedenen Ländern leisten, sind:
- In Indien leiten die Schwestern das Center for Healing and Integration, um die dortigen Menschen zu schulen, damit diese durch natürliche Ressourcen eine preisgünstige Gesundheitsversorgung erhalten.
- In Pasco County, Florida, Vereinigte Staaten betreiben sie ein Gemeinde-basierendes Programm, um Arbeitslose mit potentiellen Arbeitgebern zusammenzubringen.
- In Udenhout, Niederlande wurde ein Lernzentrum für ökologische Spiritualität gegründet.
- Sr. Margaret McKenna leitet ein Zentrum für Drogenentzug im Nordosten von Philadelphia, Pennsylvania.
- Im Heilig-Kreuz – Zentrum für christliche Meditation und Spiritualität des Bistums Limburg in der Heilig-Kreuz-Kirche in Frankfurt-Bornheim arbeiten seit dessen Gründung Missionsschwestern als Kursleiterinnen.[12][13]
- In Frankfurt am Main arbeiten Missionsärztliche Schwestern in der Elisabeth-Straßenambulanz[14] der Caritas in der ärztlichen Versorgung von Obdachlosen.[15]